# Университетская обсерватория Инсбрука
Университетская обсерватория Инсбрука - астрономическая обсерватория, основанная в 1905 году при Инсбрукском университете имени Леопольда и Франца в городе Инсбрук, Австрия.

## Руководители обсерватории
1905 - 1907 гг - Профессор Эгон фон Оппольцер - основатель и первый руководитель обсерватории

## История обсерватории
Старая обсерватория была создана как частная обсерватория на своей вилле профессором Эгон фон Оппольцером. В 1907 году Оппольцер умирает от инфекционного заболевания, а в 1909 году австрийское правительство приобретает обсерваторию и включает её в состав Инсбрукского университета имени Леопольда и Франца. Купол новой обсерватории был построен в 1986 году, а в 1996 году начались наблюдения на новом 60-см инструменте.

## Инструменты обсерватории
Старая обсерватория:
- Рефлектор Цейсс (D = 400 мм, F= 1000 мм)
- Plösselscher Dialyt  (D = 180 мм, F= 2300 мм)
- УФ-триплеты (80 / 800 мм)
- 5-призма спектрографа Oppolzerscher
- Блинккомпаратор Цейсс
- зенит-телескоп (108 / 2000 мм)
- Меридианный инструмент от Coopers (108 / 1150 мм)
- рефрактор Штейнгель (108 / 1600 мм)
- рефрактор-Кудэ Цейсс (150 / 2250 мм) от 1972 года

Новая обсерватория:
- Ричи-Критьен (D=60см,  f/8.35)

## Адрес обсерватории
- 47°15′51″ с. ш. 11°20′33″ в. д.HGЯO - новая обсерватория с 60-см телескопом (высота над уровнем моря 580 м)
- 47°16′05″ с. ш. 11°22′50″ в. д.HGЯO - старая обсерватория, основанная в 1905 году (высота над уровнем моря 611 м)